# Municipio de Maple Shade
El municipio de Maple Shade (en inglés: Maple Shade Township) es un municipio ubicado en el condado de Burlington en el estado estadounidense de Nueva Jersey. En el año 2010 tenía una población de 19.131 habitantes y una densidad poblacional de 1.913,1 personas por km².

## Geografía
El municipio de Maple Shade se encuentra ubicado en las coordenadas 39°57′8″N 74°59′41″O / 39.95222, -74.99472.

## Demografía
Según la Oficina del Censo en 2000 los ingresos medios por hogar en el municipio eran de $45,426 y los ingresos medios por familia eran $53,912. Los hombres tenían unos ingresos medios de $40,290 frente a los $30,858 para las mujeres. La renta per cápita para la localidad era de $23,812. Alrededor del 5.4% de la población estaba por debajo del umbral de pobreza.